# 부산 임시수도 대통령관저
부산 임시수도 대통령관저는 부산광역시 서구에 있는 한국전쟁 기간 중 피란수도인 부산에서 대통령 집무실 겸 관저로 사용된 곳이다. 2002년 5월 6일 부산광역시의 기념물 제53호 임시수도대통령관저로 지정되었다가, 2014년 9월 3일 띄어쓰기를 적용하여 임시수도 대통령관저으로 명칭이 변경되었다. 2018년 11월 6일 대한민국의 사적 제546호 부산 임시수도 대통령관저로 승격 지정되었다.

## 지정 사유
부산 임시수도 대통령관저는 한국전쟁 기간 중 피란수도인 부산에서 대통령 집무실 겸 관저로 사용된 곳으로, 국방· 정치· 외교 등 다양한 분야에서 중요한 정책이 결정되었던 역사적 현장으로서 당시의 모습을 비교적 잘 간직하고 있어 역사적․건축사적 가치가 높은 것으로 평가되고 있다.

## 임시수도기념관
현재 부산광역시청 산하의 박물관인 임시수도기념관으로 이용되고 있다.

## 참고 자료
- 부산 임시수도 대통령관저 - 국가유산청 국가유산포털